# Halone pteridaula
Halone pteridaula là một loài bướm đêm thuộc phân họ Arctiinae, họ Erebidae. Nó được tìm thấy ở Lãnh thổ Thủ đô Úc, New South Wales, Queensland, Tasmania và Victoria.

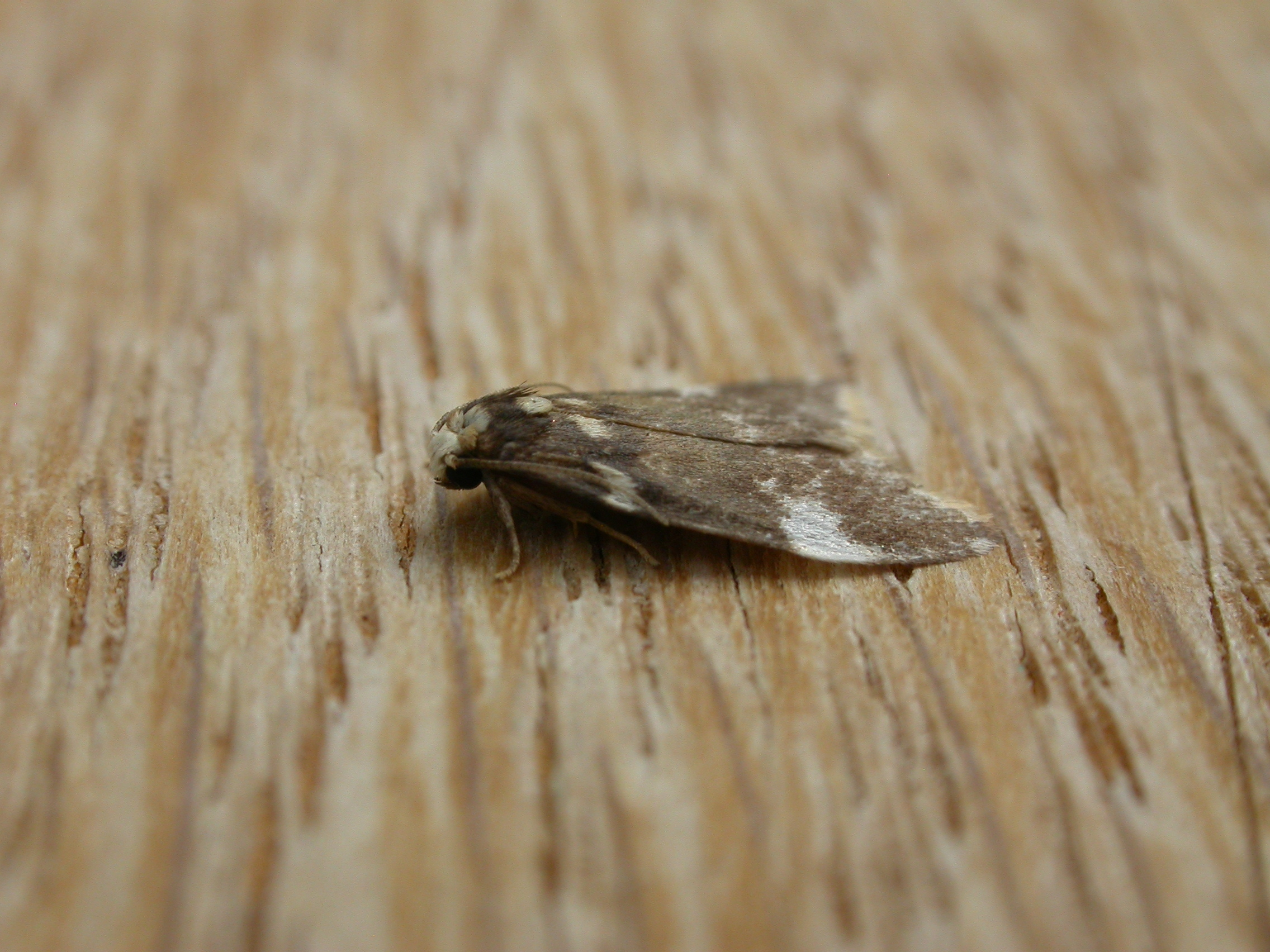

Adults have dark brown forewings, each with two ragged white bands.

## Hình ảnh

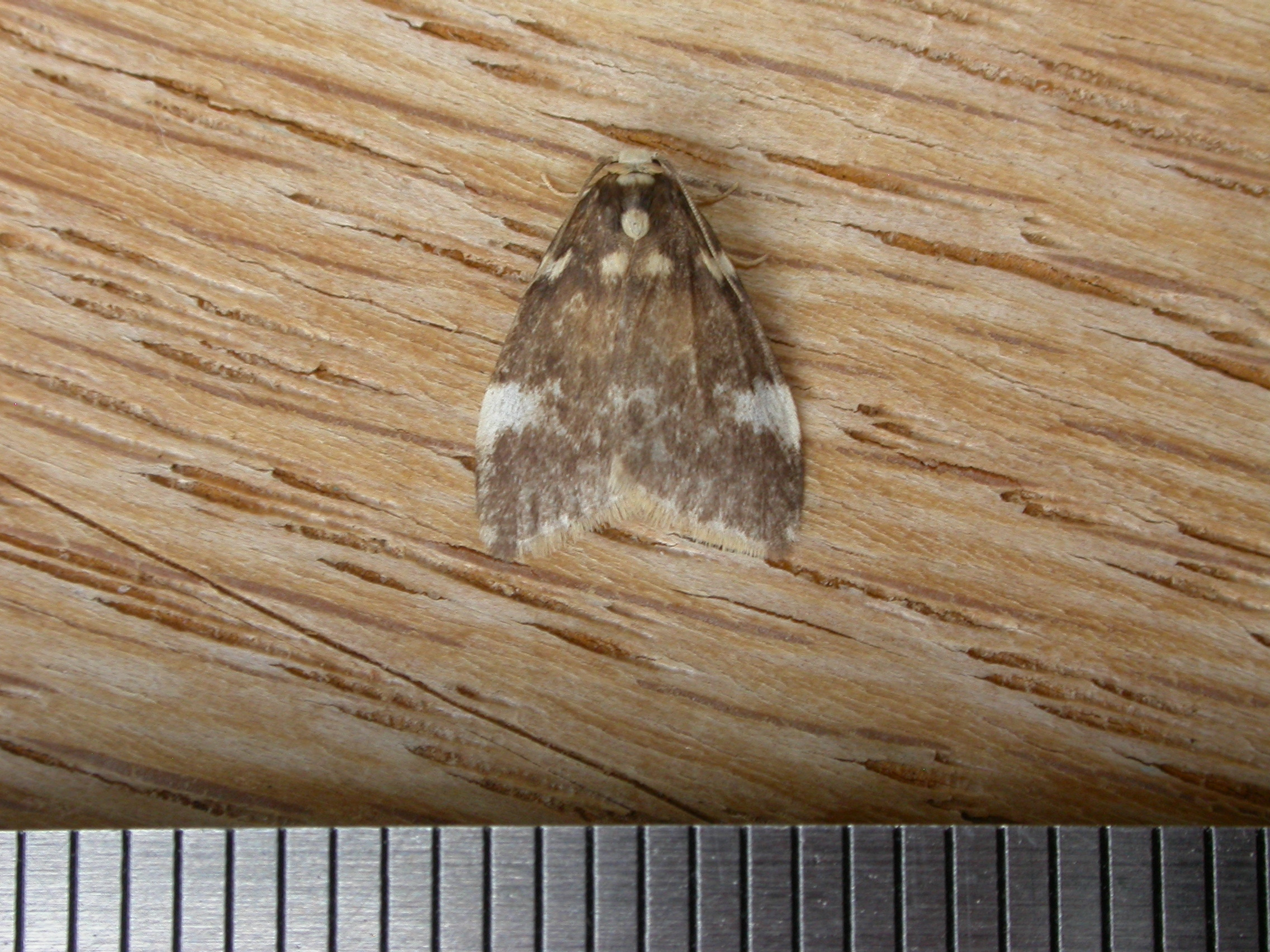